# Campeonato Europeo de Piragüismo en Eslalon de 2014
El XV Campeonato Europeo de Piragüismo en Eslalon se celebró en Viena (Austria) entre el 29 de mayo y el 1 de junio de 2014 bajo la organización de la Asociación Europea de Piragüismo (ECA) y la Federación Austríaca de Piragüismo.
Las competiciones se realizaron en el canal de piragüismo en eslalon acondicionado en el río Danubio, al este de la capital austríaca.

## Medallistas

### Masculino
| Evento                 | Oro | Plata | Bronce |
| ---------------------- | --- | --- | --- |
| K1 individual (31.05)  | Jiří Prskavec · República Checa · 83,94 pts.                                                                                | Vít Přindiš · República Checa · 84,82 pts.                                                                   | Samuel Hernanz · España · 86,32 pts.                                                                                 |
| C1 individual (31.05)  | Alexander Slafkovský · Eslovaquia · 88,49                                                                                   | Michal Martikán · Eslovaquia · 89,76                                                                         | Jan Benzien · Alemania · 90,05                                                                                       |
| C2 individual (01.06)  | Ladislav Škantár · Peter Škantár · Eslovaquia · 95,20                                                                       | Piotr Szczepański · Marcin Pochwała · Polonia · 95,41                                                        | Luka Božič Sašo Taljat Eslovenia 96,93                                                                               |
| K1 por equipos (31.05) | Sebastian Schubert · Fabian Dörfler · Alexander Grimm · Alemania · 96,27                                                    | Richard Hounslow Joseph Clarke Thomas Brady Reino Unido 98,75                                                | Mateusz Polaczyk · Rafał Polaczyk · Dariusz Popiela · Polonia · 98,90                                                |
| C1 por equipos (31.05) | Benjamin Savšek Anže Berčič Luka Božič Eslovenia 98,48                                                                      | Lukáš Rohan · Vítězslav Gebas · Jan Mašek · República Checa · 101,18                                         | Michal Martikán · Alexander Slafkovský · Karol Rozmuš · Eslovaquia · 102,16                                          |
| C2 por equipos (01.06) | Eslovaquia · Pavol Hochschorner / Peter Hochschorner · Ladislav Škantár / Peter Škantár · Tomáš Kučera / Ján Bátik · 112,39 | Francia Nicolas Peschier / Pierre Labarelle Gauthier Klauss / Matthieu Péché Pierre Picco / Hugo Biso 112,85 | República Checa · Ondřej Karlovský / Jakub Jáně · Tomáš Koplík / Jakub Vrzáň · Jonáš Kašpar / Marek Šindler · 115,08 |

### Femenino
| Evento                 | Oro                                                                                   | Plata                                                                   | Bronce                                                                        |
| ---------------------- | ------------------------------------------------------------------------------------- | ----------------------------------------------------------------------- | ----------------------------------------------------------------------------- |
| K1 individual (01.06)  | Ricarda Funk · Alemania · 96,11 pts.                                                  | Melanie Pfeifer · Alemania · 96,37 pts.                                 | Émilie Fer Francia 96,65 pts.                                                 |
| C1 individual (31.05)  | Caroline Loir Francia 105,21                                                          | Julia Schmid · Austria · 106,32                                         | Kateřina Hošková · República Checa · 107,05                                   |
| K1 por equipos (01.06) | Štěpánka Hilgertová · Kateřina Kudějová · Veronika Vojtová · República Checa · 108,65 | Maialen Chourraut · Irati Goikoetxea · Marta Martínez · España · 110,17 | Carole Bouzidi Nouria Newman Émilie Fer Francia 110,36                        |
| C1 por equipos (31.05) | Mallory Franklin Jasmine Royle Eilidh Gibson Reino Unido 140,28                       | Nuria Vilarrubla · Miren Lazkano · Klara Olazabal · España · 149,56     | Kateřina Hošková · Monika Jančová · Jana Matulková · República Checa · 161,67 |

## Medallero
| Núm. | País            | Oro | Plata | Bronce | Total |
| ---- | --------------- | --- | ----- | ------ | ----- |
| 1    | Eslovaquia      | 3   | 1     | 1      | 5     |
| 2    | República Checa | 2   | 2     | 3      | 7     |
| 3    | Alemania        | 2   | 1     | 1      | 4     |
| 4    | Francia         | 1   | 1     | 2      | 4     |
| 5    | Reino Unido     | 1   | 1     | 0      | 2     |
| 6    | Eslovenia       | 1   | 0     | 1      | 2     |
| 7    | España          | 0   | 2     | 1      | 3     |
| 8    | Polonia         | 0   | 1     | 1      | 2     |
| 9    | Austria         | 0   | 1     | 0      | 1     |
|      | TOTAL           | 10  | 10    | 10     | 30    |